# AISHE
AISHE is het Assessment Instrument for Sustainability in Higher Education, gericht op het in consensus vaststellen van de huidige situatie en van een strategie- en beleidsplan met betrekking tot duurzame ontwikkeling in een onderwijsinstelling, een faculteit of een opleiding in het hoger onderwijs.

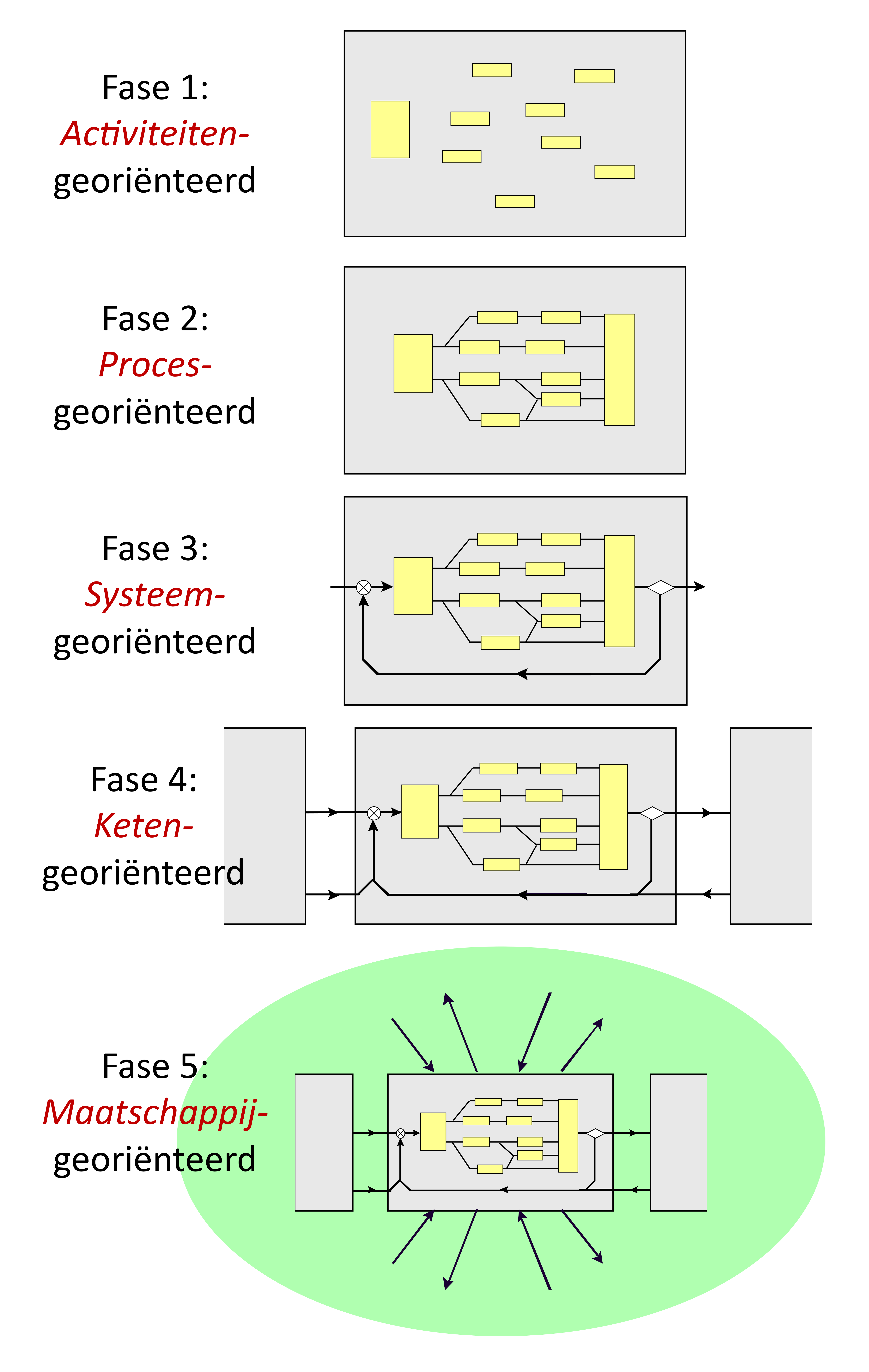
De vijf fasen van AISHE

## Structuur en toepassing

### Herkomst
De methode werd in 2000-2001 ontworpen door Niko Roorda. De oorsprong van AISHE lag in het EFQM-model voor kwaliteitsmanagement, dat de European Foundation for Quality Management (EFQM) in de jaren 1990 ontwikkelde. Teneinde daar assessments mee te kunnen uitvoeren, stelde het Instituut Nederlandse Kwaliteit (INK) een vijffasenmodel op. Dat model werd door een groep hogescholen omgewerkt naar een zelfevaluatiemodel ten behoeve van het hbo, de Methode voor kwaliteitsverbetering van het hoger onderwijs naar het EFQM-model. Daaruit is vervolgens AISHE afgeleid, met een lijst van twintig criteria, waarvan de indicatoren gebaseerd zijn op licht gewijzigde definities van de vijf fasen, niet zozeer gericht op algemene kwaliteit maar meer in het bijzonder op duurzame ontwikkeling in het onderwijs, de bedrijfsvoering en de identiteit van de hogeschool of de universiteit.

### Vijf fasen: een voorbeeld
Een criterium dat betrekking heeft op de expertise van het onderwijspersoneel biedt een goed voorbeeld van de vijf fasen. (Dit voorbeeld is ontleend aan AISHE 2.0, zie onder: het criterium Expertise behoort tot de module Identiteit.) Voor dit criterium zijn de beschrijvingen als volgt:

##### Fase 1: Activiteiten-georiënteerd
- Personeelsontwikkeling m.b.t. duurzaamheid is gebaseerd op individuele initiatieven.
- Individuele medewerkers hebben contact met directe stakeholders en met expertisecentra om op die manier hun kennis en ervaring met duurzaamheid te vergroten.

##### Fase 2: Proces-georiënteerd
- Er is een ontwikkelingsplan voor het personeel m.b.t. duurzaamheid. Dit plan is ten minste gericht op de korte termijn.
- Voor de uitvoering van het plan worden faciliteiten beschikbaar gesteld door het management.
- De organisatie heeft regelmatig baat bij de expertise m.b.t. duurzaamheid die aanwezig is bij directe stakeholders.

##### Fase 3: Systeem-georiënteerd
- Er is een systematisch ontwikkelingsplan voor het personeel met betrekking tot duurzame ontwikkeling, ten minste gericht op de middellange termijn.
- De expertise van de directe stakeholders wordt systematisch gebruikt voor de realisatie van dit plan.
- Met dit doel wordt het externe netwerk systematisch onderhouden en uitgebreid.

##### Fase 4: Keten-georiënteerd
- Het structurele contact met het externe netwerk draagt bij, niet alleen aan de expertise binnen de organisatie, maar ook aan die van de netwerkpartners.

##### Fase 5: Maatschappij-georiënteerd
- De organisatie is of heeft een (inter)nationaal erkend expertisecentrum met betrekking tot duurzame ontwikkeling.
- Kenmerkend voor dit centrum zijn termen zoals: excellent, innovatief, proactief, gericht op de lange termijn.
- De samenleving en het proces van duurzame ontwikkeling hebben duidelijk profijt van deze expertise.

### Assessment
Tijdens een AISHE-assessment komt een deelnemersgroep van circa vijftien personen bijeen, die samen alle soorten stakeholders van een faculteit of opleiding vertegenwoordigen: onder meer de directie, het onderwijzend en het niet-onderwijzend personeel, de studenten, het beroepenveld, en afhankelijk van het vakgebied ook anderen, bijvoorbeeld vertegenwoordigers van maatschappelijke of natuurorganisaties. Samen stellen zij, onder voorzitterschap van een gecertificeerde assessor, in consensus vast wat de huidige situatie is met betrekking tot duurzaamheid in de opleiding(en), en vervolgens hoe de gewenste situatie dient te zijn op een vooraf overeengekomen doeldatum, waarbij van elk doel concreet wordt bepaald hoe dat bereikt kan worden. Het assessment, dat een tot twee dagdelen duurt, wordt afgesloten met het vaststellen van prioriteiten. AISHE is daarmee naast een assessment- ook een strategiemethode voor ESD, gericht op het bereiken van intersubjectiviteit ten aanzien van de metingen en de doelen.

## Keurmerk Duurzaam Hoger Onderwijs
Op basis van AISHE werd het Keurmerk Duurzaam Hoger Onderwijs gedefinieerd, dat vanaf 2002 aan honderden opleidingen en faculteiten van hogescholen en universiteiten is toegekend, bijvoorbeeld de Hogere Agrarische School Den Bosch (thans: HAS green academy) en Stenden Hogeschool; Hogeschool-Universiteit Brussel (HUB) en KHLeuven; Hogeschool Arnhem-Nijmegen (HAN). Het is een sterrensysteem, waarbij het Keurmerk wordt toegekend op het niveau van 1, 2 of meer sterren, afhankelijk van de uitkomsten van een AISHE-assessment.
Gedurende tien jaar werd het Keurmerk beheerd en toegekend door de Stichting Duurzaam Hoger Onderwijs (DHO), totdat de taken in 2011 werden overgenomen door Hobéon SKO, vanaf 2019 onderdeel van de KIWA Group. Sinds 2021 wordt het systeem van assessments en keurmerken aangeduid als het ‘Sustainability in Higher Education’ beoordelingskader (SHE-kader).

## NVAO: Bijzonder Kenmerk
Nadat de Nederlands-Vlaamse Accreditatieorganisatie (NVAO) in 2006 bijzondere kwaliteitskenmerken van opleidingen in het hoger onderwijs definieerde, werd duurzaamheid in 2007 erkend als een van de eerste bijzondere kenmerken, waarbij AISHE werd overeengekomen als de enige methode om dit vast te stellen. De eerste aldus vastgestelde bijzondere kenmerken werden toegekend aan drie opleidingen van Fontys Hogescholen en één van Saxion Hogeschool. Ook na de wijziging in het accreditatiestelsel voor het hoger onderwijs in 2012 werd dit systeem gehandhaafd. Tussen NVAO, de Stichting Duurzaam Hoger Onderwijs (DHO) en Roorda werd overeengekomen dat aanvankelijk het bezit van het AISHE 2 sterrenkeurmerk voldoende onderscheidend zou zijn om het bijzondere kenmerk toe te kennen; maar dat, indien dat niet langer uitzonderlijk zou zijn, de lat op 3 sterren gelegd zou worden. Daartoe werd een jaarlijkse toetsing afgesproken, en inderdaad werd in 2013 de vereiste omhoog geschroefd naar 3 sterren.

### Nederland
Het Bijzonder Kenmerk Duurzaam Hoger Onderwijs is onder meer toegekend aan faculteiten of opleidingen van Wageningen Universiteit & Research, NHL Stenden Hogeschool, Hogeschool Van Hall Larenstein, Avans Hogeschool, Fontys Hogescholen, Hogeschool Utrecht, Marnix Academie, Hanzehogeschool, Hogeschool Rotterdam, Saxion Hogeschool, Christelijke Hogeschool Windesheim, Hogeschool Arnhem-Nijmegen.

### Vlaanderen
In Vlaanderen worden door de NVAO geen bijzondere kenmerken toegekend, maar wel het Keurmerk Duurzaam Hoger Onderwijs. Hogeschool EHSAL, de voormalige Economische Hogeschool Sint-Aloysius (thans behorende tot Odisee) behaalde als een van de eerste Vlaamse instellingen een keurmerk. In de Hogeschool-Universiteit Brussel (thans behorend tot de Katholieke Universiteit Leuven) werden tussen 2006 en 2010 enkele AISHE-assessments uitgevoerd, evenals in de Arteveldehogeschool; en in de Katholieke Hogeschool Leuven (nu onderdeel van University College Leuven-Limburg) tussen 2003 en 2010 elf, in de meeste gevallen leidend tot Keurmerken. Sindsdien wordt bij duurzaamheidsassessments gebruikt gemaakt van AISHE 2.0.

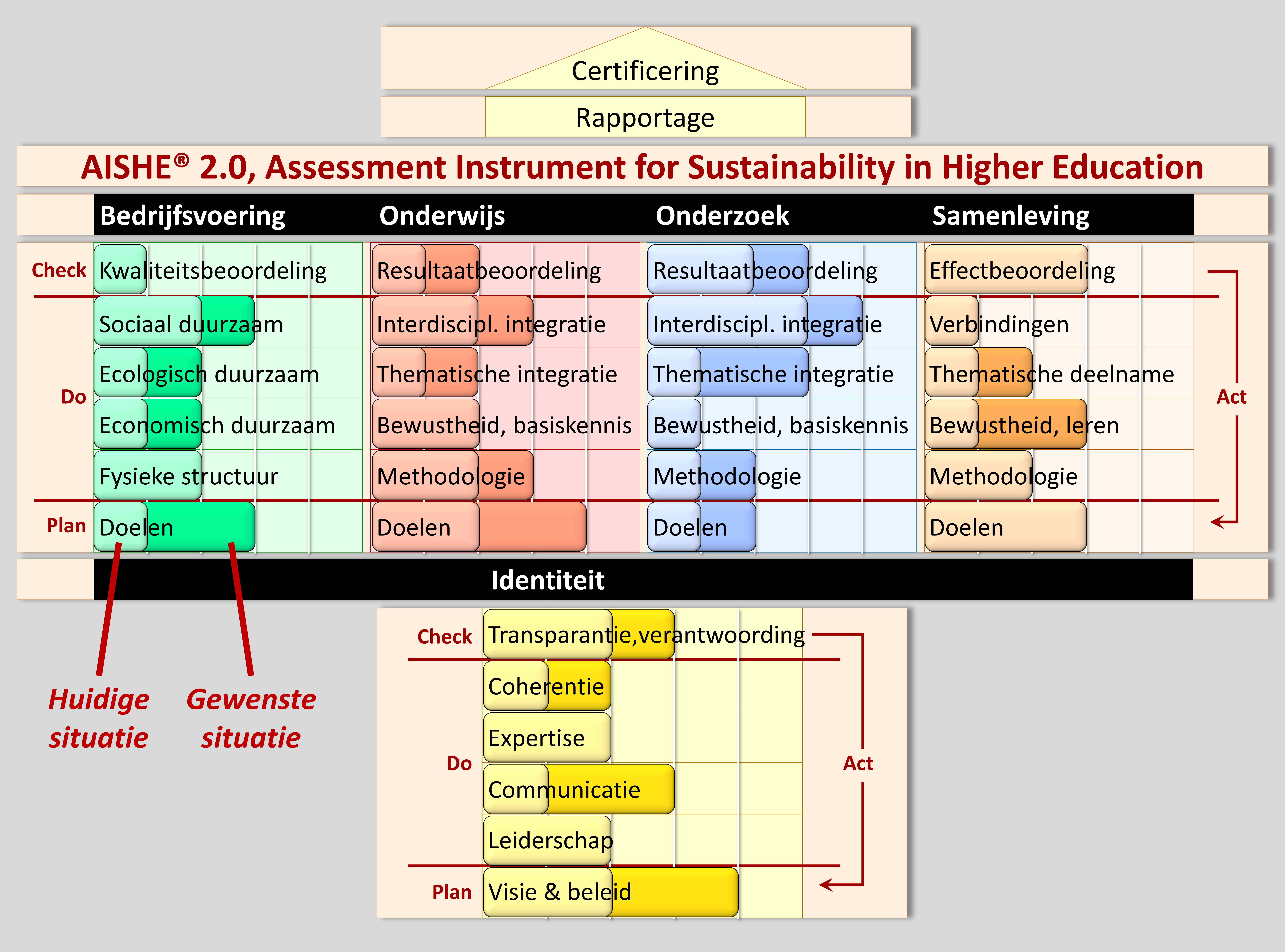
Uitslagdiagram van AISHE 2.0, dat de huidige en de gewenste situatie toont, zoals in consensus is vastgesteld tijdens een assessment

## AISHE 2.0
Naar aanleiding van herhaalde verzoeken vanuit het onderwijsveld om AISHE uit te breiden met meer criteria met betrekking tot bedrijfsvoering, onderzoek en samenleving, startte in 2007 een internationaal project om de methode te herontwerpen. Vertegenwoordigers van universiteiten en hogescholen in Oostenrijk, Zweden, Spanje en Nederland ontwierpen de vernieuwde methode AISHE 2.0, bestaande uit 5 modulen met elk 6 criteria. Als hulpmiddel voor de registratie van assessments kwam AISHE 2.0 Reporter beschikbaar. Vervolgens is AISHE 2.0 toegepast in verschillende landen, bijvoorbeeld in het Vlaamse University College Leuven-Limburg (UCLL).

## AISHE in basis-, voortgezet en beroepsonderwijs

### VMBO, MBO en VO
Ook buiten het hoger onderwijs is AISHE in gebruik genomen, onder meer in het middelbaar beroepsonderwijs (mbo). Dat gebeurde al in 2002 in het Wellantcollege (thans behorend tot Yuverta): het volledige assessmentrapport is online beschikbaar. De methode is in een door Duurzaam MBO voor het mbo aangepaste vorm onder meer toegepast bij het ROC van Amsterdam en bij het Koning Willem I College, dat daarmee in 2013 als eerste mbo-school in Nederland een Keurmerk Duurzaam Middelbaar Beroepsonderwijs ontving. De huidige AISHE-versie voor  voorbereidend middelbaar beroepsonderwijs (vmbo) en mbo is het Groene Kompas. Vervolgens is het Groene Kompas ook voor het voortgezet onderwijs (vo) ontwikkeld.

### Basisonderwijs
De stichting Duurzame PABO ‘vertaalde’ en vereenvoudigde AISHE en past het resultaat toe binnen basisonderwijs en pabo, onder de naam Primary Sustainable Education (PRISE).

### Overig
Ook commerciële organisaties zetten AISHE in bij hun dienstverlening in het onderwijs. Een voorbeeld is Constantis, dat TripppleEducation baseert op een combinatie van ISO 26000 en AISHE. Auteurs pasten AISHE toe om hun eigen assessments te ontwerpen, bijvoorbeeld de methodiek De Toetsing getoetst.’

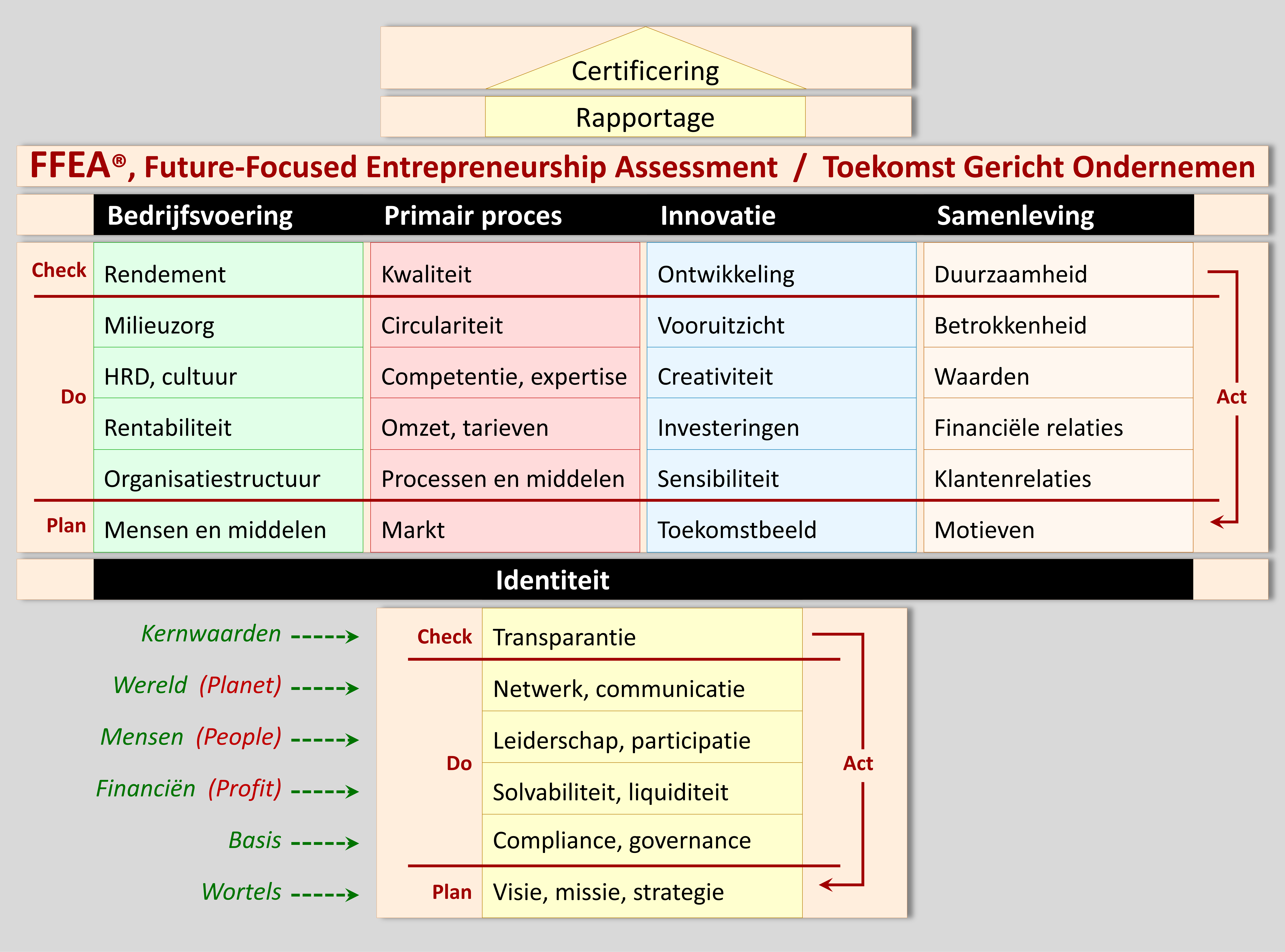
De 30 criteria van FFEA: Future-Focesed Entrepreneurship Assessment (Toekomstgericht Ondernemen)

## AISHE buiten Nederland en Vlaanderen: assessment en onderzoek
AISHE is en wordt in enkele tientallen landen toegepast. In Zweden is door de netwerkorganisatie voor duurzaam hoger onderwijs, Högre Utbildning för Hållbar Utveckling (HU2), het AISHE-boek in het Zweeds vertaald en toegepast. Göteborgs universitet en Mälardalen Högskola (thans Mälardalen University) pasten AISHE als eerste Zweedse instellingen toe, waarover de Zweedse afdeling van het Wereld Natuurfonds (WWF) waarderend schreef.
In Brazilië is AISHE eveneens toegepast als assessmentmethode in universiteiten, onder meer in Universidade de Passo Fundo, Universidade Federal do Recôncavo da Bahia, Universidade Federal de Mato Grosso do Sul, Universidade Federal de Rondônia. Assessments vonden ook plaats in Duitsland, Italië, Oostenrijk, Spanje, Saoedi-Arabië, Oekraïne, en andere landen, en in een aangepaste vorm in Tanzania, Ghana, Kenia, Niger, Senegal, Benin, Burkina Faso.
Als methode of inspiratiebron voor onderzoek met betrekking tot duurzame ontwikkeling is AISHE ingezet in onder meer Zweden, Duitsland, Spanje, Brazilië.
Internationaal is AISHE 2.0 geaccepteerd als een van de assessmentmethoden van het Platform for Sustainability Performance in Education. Vergelijkbare methoden zijn onder meer STARS van AASHE, het netwerk voor onderwijs voor duurzame ontwikkeling in Noord-Amerika; AUA (Alternative University Appraisal), dat vooral wordt toegepast in Azië en de landen in de Stille Oceaan; en USAT (Unit-Based Sustainability Assessment Tool), gericht op het hoger onderwijs in Afrika. Voor verschillende van deze en andere assessmentmethoden voor onderwijs voor duurzame ontwikkeling is AISHE als inspiratiebron gebruikt. In meerdere studies zijn AISHE en andere methoden met elkaar vergeleken, waarbij voor- en nadelen van elk werden bediscussieerd.

## FFEA: toekomstgericht ondernemen
Naar aanleiding van verzoeken vanuit bedrijven is AISHE 2.0 omgevormd tot een assessmentmethode voor bedrijven, overheids- en zorginstellingen en ngo’s: FFEA, Future-Focused Entrepreneurship Assessment.
Deze methode is niet alleen gericht op maatschappelijk verantwoord ondernemen (MVO), maar in ruimere zin ook op andere aspecten die bepalend zijn voor de toekomstkansen en -bedreigingen van een organisatie. De structuur van de methode is gelijk aan die van AISHE 2.0.
FFEA is voorzien van een reeks hulpmiddelen, waaronder persoonsassessments, scans, workshops, serious games. Deze zijn gebundeld onder de naam FFEA Extensions.